# أبرق (مصر)
قرية أبرق هي إحدى القرى التابعة لمدينة الشلاتين في محافظة البحر الأحمر في جمهورية مصر العربية. حسب إحصاءات سنة 2018، بلغ إجمالي السكان في أبرق 565 نسمة، منهم 293 رجل و 272 امرأة.